# Ángel Labruna
Ángel Amadeo Labruna (ur. 28 września 1918 w Buenos Aires, zm. 19 września 1983 tamże) – argentyński piłkarz i trener.
Przez ekspertów uważany za jednego z najlepszych południowoamerykańskich piłkarzy wszech czasów.
Labruna jest najlepszym w historii strzelcem klubu River Plate i drugim w historii ligi argentyńskiej.

## Kariera piłkarska
W futbolu zawodowym Labruna zadebiutował w klubie River Plate 18 czerwca 1939 roku i pozostał wierny barwom klubowym przez długi okres 20 lat. Wraz ze swym klubem 9-krotnie sięgał po tytuł mistrza Argentyny (1941, 1942, 1945, 1947, 1952, 1953, 1955, 1956 oraz 1957), zdobywając przy tym dwukrotnie koronę króla strzelców (w roku 1943 z 23 golami i w roku 1945 z 25 golami).
Grając na pozycji lewego napastnika współtworzył potęgę klubu River Plate z takimi piłkarzami jak Juan Carlos Muñoz, José Manuel Moreno, Adolfo Pedernera oraz Félix Loustau.
W 1959 roku Labruna zakończył swoje występy w River Plate, w barwach którego rozegrał 516 meczów i zdobył 292 bramki. Następne dwa sezony spędził w CSD Rangers, potem zagrał w Rampla Juniors  by ostatecznie w wieku 43 lat zakończyć karierę w klubie CA Platense.
Labruna w reprezentacji Argentyny rozegrał 37 meczów w trakcie których zdobył 17 goli. Wygrał Copa América (dwukrotnie – w 1946 i 1955) i w wieku 40 lat zagrał w szwedzkich finałach mistrzostw świata w 1958 roku.
Jak większość znakomitych graczy argentyńskich z jego generacji nie mógł udowodnić swej wielkiej wartości na mistrzostwach świata z powodu II wojny światowej. Tak się złożyło, że akurat lata 40. XX wieku były okresem, kiedy futbol argentyński osiągnął najwyższy poziom w całej swojej dotychczasowej historii.
Labruna (292 bramki) jest najlepszym w historii strzelcem klubu River Plate i drugim w historii pierwszej ligi argentyńskiej po słynnym paragwajskim piłkarzu Arsenio Erico (293 gole). Był częścią słynnego napadu River Plate, zwanego La Máquina i uważany jest za jednego z najlepszych południowoamerykańskich piłkarzy wszech czasów.

## Kariera trenerska
Po zakończeniu kariery piłkarskiej Labruna nie chcąc zrywać z futbolem postanowił zostać trenerem. Jako pomocnik trenera, a następnie już samodzielny trener pracował w następujących klubach: River Plate, Defensores de Belgrano Buenos Aires, Platense, Rosario Central, CA Talleres, Racing, CA Lanús, Chacarita Juniors i AA Argentinos Juniors.
W okresie, gdy Labruna opiekował się drużyną River Plate, klub ten odniósł wiele sukcesów na arenie krajowej, a grali w nim tacy piłkarze jak Daniel Passarella, Norberto Alonso czy Leopoldo Luque.

## Śmierć
Labruna zmarł na zawał serca 20 września 1983 roku w wieku 64 lat. Został pochowany został na cmentarzu La Chacarita w Buenos Aires.

## Sukcesy

### Piłkarz

#### River Plate
- Primera División: 1941, 1942, 1945, 1947, 1952, 1953, 1955, 1956, 1957
- Copa Ibarguren: 1937, 1941, 1942
- Copa Adrián C. Escobar: 1941
- Copa Aldao: 1941, 1945, 1947

#### Argentyna
- Copa America: 1946, 1955

### Trener

#### Rosario Central
- Primera División: Nacional 1971

#### River Plate
- Primera División: Metropolitano 1975, Nacional 1975, Metropolitano 1977, Nacional 1979, Metropolitano 1979, Metropolitano 1980